# Чарда Пикец
Чарда Пикец je рибља чарда на Дунаву, у викенд насељу Барачка, у близини Бездана, отворена 1950. године. Положај је чини најсевернијом чардом на Дунаву у Србији.

## О чарди
Чарда Пикец у свом склопу има затворен део са 60 места као и терасу са још 60 места.
Уз чарду је и пристан за 10-ак чамаца и јахти који омогућава заинтересованима да плове Дунавом. Чарда поседује сопствени паркинг простор за 30-ак аутомобила.
У чарди наступа тамбурашки оркестар четвртком, петком и суботом.
Чарда Пикец се налази у подручју Специјалног резервата природе "Горње Подунавље" које је погодно за еко, бициклистички, рекреативни, ловни и риболовни туризам. у близини се налази и интернационална дунавска бициклистичка рута "Еуро вело 6".

## Угоститељска понуда
Чарда је позната по специјалитетима од рибе, посебно рибљег паприкаша. Паприкаш се служи са домаћим резанцима који се спремају на лицу места. На менију су и остали специјалитети од рибе - препорука је димљена маринирана бела риба, конзервисана димљена рибља јела, домаћи кулен, велики избор пржене или рибе на жару.

## Смештај
У склопу Чарде Пикец налазе се двокреветни и трокреветни пансион за смештај гостију.